# Artemidin chrám (Gerasa)
Artemidin chrám se nacházel v starověkém městě Gerasa (nyní Džaraš) v Jordánsku. V současné době jsou dochované již jen části stavby, které jsou součástí historicky významné a turisticky atraktivní lokality.
Chrám byl vybudována v centrální části starověkého města. Do současné doby se dochovaly obvodové zdi a několik sloupů. Jedná se o jednu z nejlépe zachovalých staveb starověkého města, která v Džaraši stojí. Přístup k němu vede z hlavní třídy po monumentálním schodišti.
Portikus okolo vnitřní místnosti chrámu byl navržen s šesti sloupy v popředí a jedenácti z boční strany. Každý ze sloupů měl výšku 13,2 m, stojí z nich do současné doby pouze 11. Hlavice sloupů byly korintské. Chrám stál na vyvýšeném prostranství; pod ním byly umístěny paralelní chodby s valenými klenbami.
Interiér stavby byl obložen mramorem v různých barvách. V zadní části chrámu se nacházela oddělená místnost se sochou bohyně Artemis.

## Historie
Chrám byl vybudován nejspíše po Povstání Bara Kochby v roce 136 n. l. V roce 150 byly dokončeny propyleje (monumentální vstupní brána chrámu). Stalo se tak za vlády římského císaře Antonina Pia. I když výstavba pokračovala značným způsobem kupředu, chrám se nepodařilo v této době dokončit. Podle některých domněnek chrám nebyl dokončen během své existence nikdy.
Na konci 4. století bylo zakázáno uctívat pohanské kulty, díky čemuž chrám ztratil svůj původní význam. Bylo odstraněno původní mramorové obložení a nahrazeno mozaikou. Stavba sloužila k pořádání veřejných akcí. V 6. století se zřítila střecha budovy. V té době chrám sloužil jako soukromá rezidence. V roce 749 chrám přetrval zemětřesení, které lokalitu dnešního Jordánska zasáhlo. V 9. století byla stavba nejspíše opuštěna, interiér byl postupně zanášen navátým pískem a odpadky. Další ničení stavby bylo způsobeno obléháním a boji v období středověku; v 12. století jej při dobývání nechala zapálit armáda Balduina II., jeruzalemského krále. Při zemětřeseních v 12. a 13. století se zřítila horní část zdí hlavní místnosti (celly).
V ltech 1816 až 1819 byl proveden první průzkum podzemních prostor pod chrámem, který zrealizovali William John Bankes a Charles Barry. Během let 1928 až 1934 se uskutečnila anglo-americká expedice, během níž byly odkryty některé části stavby, zasypané během předchozích staletí. Od roku 1978 působí při lokalitě Gerasa italská archeologická mise, zapojeno je Centro Ricerche Archeologiche e Scavi di Torino. V roce 2018 byly na stavbě provedeny další práce za pomoci finančního přispění amerického grantu.